# 安家站
安家站是位于中华人民共和国黑龙江省哈尔滨市五常市安家镇的一个铁路车站，建于1934年，有拉滨铁路经过该站，现办理客货运业务。车站距离拉法站167公里，隶属哈尔滨铁路局，是四等站。

## 业务办理
- 客运办理旅客乘降，行李，包裹托运业务。
- 货运办理整车货物到发。